# 용인문화유적전시관
용인시박물관은 경기도 용인시에 있는 박물관이다.

## 연혁
- 2002.01.29 ~ 2004.01.31 동백택지개발사업지구 발굴조사 실시(시청·한국문화재보호재단)
- 2004.07.09 동백지구 문화유적전시관 건립 추진위원회 구성 및 개회
- 2007.02.16 건축허가
- 2007.09.18 공사착공
- 2009.05.29 용인시 용인문화유적전시관 관리 및 운영 조례 제정
- 2009.08.07 건축물 사용승인
- 2009.11.13 개관
- 2009.11.13 ~ 2010.02.28 2009년 개관기념 특별전『사진으로 본 동백의 시간과 공간』展
- 2010.09.10 ~ 2010.12.12 『圃隱 정몽주, 이념과 실천의 합일』展
- 2011.05.03 ~ 2011.06.19 『꽃들의 희망이야기』展
- 2011.07.14 ~ 2011.10.16 『용인서리상반고려백자』展
- 2012.10.25 ~ 2013.02.17 『용인의 과거를 보다-보정동 고분군』展
- 2013.05.16 ~ 2013.12.31 찾아가는 기획전시 『전통시장, 용인에 서다』展
- 2013.10.02 ~ 2013.12.01 『정암조광조, 삶에서 이상까지』展

## 시설 현황
- 3층: 미디어아트스페이스, 어린이체험학습실, 사무실
- 2층: 역사문화실, 역사인물실, 다목적실, 준비정리실, 문화교육실
- 1층: 기획전시실, 행정역사관, 관리실(방재실), 아카이브실, 안내데스크
- 야외: 야외전시장, 기억의 뜰, 주차장

## 관람 안내
- 관람 시간: 매주 화~일요일 09:00 ~ 18:00(공휴일 포함)
- 휴관일: 매주 월요일, 기타 사정으로 인한 임시 휴관일